# Lucy Christopher
Lucy Christopher (* 1981 in Wales) ist eine britisch-australische Schriftstellerin.

## Leben
Christopher wuchs in Wales auf. Im Alter von neun Jahren zog sie mit ihrer Familie nach Melbourne, Australien. Dort ging sie zur Schule und studierte an der University of Melbourne. Nach dem Studium zog sie zurück nach Wales, wo sie Kreatives Schreiben an der Universität Bath Spa studierte und einen Master of Arts, sowie einen PhD in Kreativem Schreiben erhielt. Sie arbeitet heute als sessional lecturer an der Universität Bath Spa. Im Zuge ihrer Promotion entstand ihr Debütroman Stolen. Stolen wurde für die Carnegie Medal nominiert und gewann den Branford Boase Award 2010. Des Weiteren gewann das Buch den australischen Gold Inky Award und wurde für den australischen Prime Minister’s Literary Awards sowie als Children’s Book Council of Australia Book of the Year for Older Readers nominiert. 2011 erhielt das Buch die Auszeichnung Honor Book des Michael L. Printz Awards. Ihr zweites Buch Flyaway war für den Costa Book Award 2010, den Waterstones Prize und die Carnegie Medal nominiert.

## Veröffentlichungen
- Stolen (April 2009) (dt.: Ich wünschte, ich könnte dich hassen, 2011, ISBN 978-3-646-93125-9)
- Flyaway (Januar 2010) (dt.: Isla Schwanenmädchen, 2011, ISBN 978-3-646-90099-6)
- The Killing Woods (Oktober 2013) (dt.: Kiss me, kill me, 2014, ISBN 978-3-551-52033-3)
- Storm-Wake (2018)
- Release (2022)